# Jean Croué
 (avril 2012).
Si vous disposez d'ouvrages ou d'articles de référence ou si vous connaissez des sites web de qualité traitant du thème abordé ici, merci de compléter l'article en donnant les références utiles à sa vérifiabilité et en les liant à la section « Notes et références ».
Jean Croué, de son vrai nom Jean-Charles-Auguste Fèvre, est un acteur et metteur en scène français né le 9 février 1878 à Paris (10ème) et mort le 6 février 1952 à Gif-sur-Yvette (Seine-et-Oise).

## Biographie
Jean Croué est l'ami d'enfance de Jacques Copeau, lequel publia des poèmes du premier dans La Nouvelle Revue française. En octobre 1911, ils publient ensemble Les Frères Karamazov aux éditions de la NRF, une adaptation d'après Dostoievsky, qui avait été créée le 6 avril au Théâtre des Arts à Paris.

## Théâtre

### Comédie-Française
Entrée à la Comédie-Française en 1899
Nommé 353e sociétaire en 1914
Départ en 1936
- 1902 : Le Marquis de Priola de Henri Lavedan : un domestique
- 1902 : Ruy Blas de Victor Hugo : un algazil
- 1902 : L'Autre Danger de Maurice Donnay : Clémentier
- 1905 : La Conversion d'Alceste de Georges Courteline : M. Loyal
- 1905 : Don Quichotte de Jean Richepin d'après Miguel de Cervantes : Palomèque
- 1905 : Les Plaideurs de Jean Racine : Petit-Jean
- 1905 : Le Barbier de Séville de Beaumarchais : Figaro
- 1906 : Paraître de Maurice Donnay : Colozzi
- 1906 : Le Barbier de Séville de Beaumarchais : L'Éveillé
- 1906 : La Courtisane d'André Arnyvelde : un homme du peuple
- 1906 : Poliche de Henry Bataille : François
- 1907 : L'anglais tel qu'on le parle de Tristan Bernard : un garçon
- 1907 : 1807 d'Adolphe Aderer et Armand Ephraïm : Léonidas
- 1907 : Marion de Lorme de Victor Hugo : un valet
- 1907 : La Rivale de Henry Kistemaeckers et Eugène Delard : Chamblay
- 1907 : Chacun sa vie de Gustave Guiches et Pierre-Barthélemy Gheusi : Simonelli
- 1907 : La Mère confidente de Marivaux : Lubin
- 1908 : Le Bon roi Dagobert d'André Rivoire : Éloi
- 1908 : Le Foyer d'Octave Mirbeau et Thadée Natanson : Célestin Lerible
- 1909 : La Robe rouge d'Eugène Brieux : Le greffier
- 1909 : Le Stradivarius de Max Maurey : L'antiquaire
- 1909 : Le Mariage de Figaro de Beaumarchais, mise en scène Raphaël Duflos : Antonio
- 1910 : Boubouroche de Georges Courteline : Fouettard
- 1910 : La Comtesse d'Escarbagnas de Molière : Bobinet
- 1910 : Les Plaideurs de Jean Racine : Dandin
- 1911 : L'École des maris de Molière : Ergaste
- 1911 : Primerose de Gaston Arman de Caillavet et Robert de Flers : Denis, maître d’hôtel des Plélan
- 1912 : L'Embuscade de Henry Kistemaeckers : le père Brosse
- 1912 : Le Mariage forcé de Molière : Marphurius
- 1913 : Les Ombres de Maurice Allou : Nisias
- 1916 : L'Avare de Molière : La Flèche
- 1916 : Le Bourgeois gentilhomme de Molière : Covielle
- 1919 : On ne badine pas avec l'amour d'Alfred de Musset : Blasius
- 1920 : L'Amour médecin de Molière, mise en scène Georges Berr : M. Thomès
- 1920 : Barberine d'Alfred de Musset, mise en scène Émile Fabre : Polacco
- 1921 : L'École des maris de Molière : Ergaste
- 1921 : Un ennemi du peuple de Henrik Ibsen : Marin Kill
- 1921 : Les Fâcheux de Molière : Ormin
- 1921 : Monsieur de Pourceaugnac de Molière : l'apothicaire
- 1922 : La Comtesse d'Escarbagnas de Molière : M. Bobinet
- 1922 : Les Fourberies de Scapin de Molière : Scapin
- 1922 : L'Impromptu de Versailles de Molière : Du Croisy
- 1922 : Le Mariage forcé de Molière : Marphurius
- 1922 : Le Député de Bombignac d'Alexandre Bisson : Pinteau
- 1923 : Le Dépit amoureux de Molière : Mascarille
- 1923 : La Mégère apprivoisée de William Shakespeare : Grumio
- 1924 : Les Fourberies de Scapin de Molière, mise en scène Charles Granval : Scapin
- 1924 : L'Amiral de Jacques Normand : Flageolet
- 1924 : Je suis trop grand pour moi de Jean Sarment : Duc de Mortecroix
- 1925 : Le Bourgeois gentilhomme de Molière : Covielle
- 1925 : Les Corbeaux de Henry Becque : Lefort
- 1925 : Le Barbier de Séville de Beaumarchais : Bazile
- 1925 : Monsieur Scapin de Jean Richepin : Monsieur Scapin
- 1927 : Ruy Blas de Victor Hugo : un laquais
- 1928 : Turcaret ou le Financier d'Alain-René Lesage, mise en scène Émile Fabre : Rafle
- 1928 : Le Legs de Marivaux : Lépine
- 1929 : Le Voyage de monsieur Perrichon d'Eugène Labiche et Édouard Martin : Perrichon
- 1931 : Patrie de Victorien Sardou, mise en scène Émile Fabre : le sonneur
- 1933 : Le Legs de Marivaux, mise en scène Jean Croué : Lépine
- 1933 : Le Juif polonais d'Émile Erckmann et Alexandre Chatrian : Walter
- 1936 : La Rabouilleuse d'Émile Fabre d'après Honoré de Balzac, mise en scène Émile Fabre : Borniche

## Filmographie
- 1916 : Zyte de Georges Monca
- 1917 : La Chanson du feu de Georges Monca : Pascal Berthier
- 1917 : Le Vol suprême de René Plaissetty : Étienne Laverne
- 1918 : La Route du devoir de Georges Monca : le docteur Telamon
- 1918 : L'Expiation de Camille de Morlhon
- 1920 : La Rafale de Jacques de Baroncelli : Amédée Lebourg
- 1934 : Les Précieuses ridicules de Léonce Perret
- 1934 : Un soir à la Comédie-Française de Léonce Perret (documentaire) : son propre rôle
- 1949 : Retour à la vie (segment 4 "Le retour de René") de Jean Dréville : L'oncle Hector

## Doublage
- Edmund Gwenn - Professeur "Dick" Hamilton : Lame de fond (1946)
- Charles Ruggles - Ben Dickason : Femme de feu (1947)
- Holmes Herbert - le juge : Johnny Belinda (1948)